# Kosova Hora
Kosova Hora település Csehországban, a Příbrami járásban. Kosova Hora Vojkov, Jesenice, Sedlec-Prčice, Heřmaničky, Nedrahovice, Sedlčany, Prosenická Lhota és Štětkovice településekkel határos. Lakosainak száma 1374 fő (2024. január 1.).

## Népesség
A település lakosságának változását az alábbi diagram mutatja:
| Lakosok száma | 1895 | 1742 | 1505 | 1175 | 1257 | 1239 | 1298 | 1338 | 1356 | 1374 |
|               | 1869 | 1890 | 1921 | 1950 | 1980 | 2001 | 2017 | 2019 | 2022 | 2024 |